# 三重県道429号佐原勢和松阪線
三重県道429号佐原勢和松阪線（みえけんどう429ごう さわらせいわまつさかせん）は、三重県多気郡大台町から松阪市に至る一般県道である。

## 概要
多気郡大台町佐原から松阪市茅原町に至る。
多気郡大台町佐原 - 多気郡多気町車川間は地図に描かれないほどの狭隘道路かつ未舗装道路である。

### 路線データ
- 起点：多気郡大台町佐原（佐原交差点、国道42号交点）
- 終点：松阪市茅原町（国道166号交点）
- 総延長：17.911 km

## 歴史
- 1962年（昭和37年）3月31日 - 路線認定を受ける[1]が、いまだに多気郡大台町と多気郡多気町（旧勢和村）の間は実質普通乗用車での往来が不可能である。
- 1964年（昭和39年）3月31日 - 車両制限令[2]第5条第1項に基づき、「自動車の交通量がきわめて少ないと認める道路」に、県道429号の大部分である以下の区間（10.890 km）が指定されてしまった[3]。

多気郡大台町佐原（三重県道710号飯南三瀬谷停車場線交点） - 多気郡多気町上出江（下出江との字境）
そのような中、三重県松阪建設部では県道429号の以下の区間（約900 m）を事業継続区間に指定し、路線改良を進めている。
多気郡多気町下出江 - 松阪市小片野町
- 2009年（平成21年） - 多気郡多気町古江で県道429号の道路改築事業費として1千万円が割り当てられている[5]。

## 路線状況
沿線住民の生活道路として利用される。また、多気町町営バスが多気郡多気町内の車川 - 土屋間と古江 - 上出江間を運行する。一部区間では改良が完了し、供用開始された区間もある。以下にその例を示す。
- 多気郡多気町上出江地内：1993年（平成5年）1月18日[6]

### 重複区間
- 三重県道710号飯南三瀬谷停車場線（多気郡大台町佐原）
- 国道368号（多気郡多気町朝柄 - 多気郡多気町朝柄・朝柄交差点）

### 道路施設

#### 橋梁
- 勢和大橋（櫛田川、多気郡多気町）

### 交通量
平日12時間交通量
| 地点             | 交通量 |
| ---------------- | ------ |
| 多気郡多気町土屋 | 475台  |

## 地理

### 通過する自治体
- 三重県
  - 多気郡大台町 - 多気郡多気町 - 松阪市

### 交差する道路
| 交差する道路                                     | 市町村名 | 市町村名 | 交差する場所 | 交差する場所      |
| ------------------------------------------------ | -------- | -------- | ------------ | ----------------- |
| 国道42号                                         | 多気郡   | 大台町   | 佐原         | 佐原交差点 / 起点 |
| 三重県道710号飯南三瀬谷停車場線 重複区間起点     | 多気郡   | 大台町   | 佐原         |                   |
| 三重県道710号飯南三瀬谷停車場線 重複区間終点     | 多気郡   | 大台町   | 佐原         |                   |
| 三重県道421号勢和兄国松阪線                      | 多気郡   | 多気町   | 古江         |                   |
| 国道368号 重複区間起点                           | 多気郡   | 多気町   | 朝柄         |                   |
| 国道368号 重複区間終点 三重県道704号朝柄小片野線 | 多気郡   | 多気町   | 朝柄         | 朝柄交差点        |
| 三重県道700号小片野駅部田線                      | 松阪市   | 松阪市   | 茅原町       | 上出江口交差点    |
| 国道166号                                        | 松阪市   | 松阪市   | 茅原町       | 終点              |

### 交差する鉄道
- 紀勢本線

### 沿線
- 道の駅奥伊勢おおだい
- 大台町役場
- JR東海紀勢本線 三瀬谷駅
- 三瀬谷神社
- 大台町立三瀬谷小学校
- 上津又川
- 多気町立三養保育園
- 五箇篠山城跡
- 多気町ふるさと交流館せいわ（図書館・郷土資料館）
- 櫛田川
- 多気町立勢和中央保育園